# Baldwin City
Baldwin City – miasto położone w Hrabstwie Douglas.